# Khí mù tạt
Khí mù tạt thường được gọi là yperit, là một chất độc tế bào, tác nhân làm phồng da, hình thành mụn nước trên da khi tiếp xúc gây ra đau đớn tột cùng cho người bị dính phải. Khí mù tạt nguyên chất là chất lỏng nhớt không màu, ở nhiệt độ 25-28 độ C. Trong chiến tranh hay được sử dụng, nó có màu nâu vàng và mùi giống như cây mù tạt (cây cải), tỏi hoặc cải ngựa. Khí mù tạt ban đầu được đặt tên là LOST, sau khi các nhà khoa học Lommel và Steinkopf, người đã phát triển một phương pháp để sản xuất quy mô lớn sử dụng cho quân đội Đức vào năm 1916.
Khí mù tạt được quy định theo Công ước Vũ khí Hoá học năm 1993 (CWC), nhóm mù tạt lưu huỳnh và nitơ là những chất không được sử dụng chỉ trừ trong chiến tranh hóa học. Lưu huỳnh mù tạt có thể được triển khai trên chiến trường thông qua phun từ máy bay, hay thả bom hoặc đạn pháo.

## Tổng hợp
Mù tạt lưu huỳnh là hợp chất hữu cơ được mô tả với công thức''
- (Cl-CH2CH2)2S.

Phương pháp Depretz, mù tạt lưu huỳnh được tổng hợp bằng cách xử lý lưu huỳnh dichloride với ethylene:
- SCl2 + 2 C2H4 → (Cl-CH2CH2)2S

Phương pháp Meyer, thiodiglycol được sản xuất từ chloroethanol và sulfide kali và clo với phosphor triclorua:
- 3 (HO-CH2CH2)2S + 2 PCl3 → 3 (Cl-CH2CH2)2S + 2 P(OH)3

Phương pháp Meyer-Clarke, tập trung axit clohydric (HCl) thay vì của PCL 3 được sử dụng như là tác nhân clo:
- (HO-CH2CH2)2S + 2 HCl → (Cl-CH2CH2)2S + 2 H2O

Nó là một chất lỏng nhớt ở nhiệt độ bình thường. Các hợp chất tinh khiết có nhiệt độ nóng chảy của 14 °C (57 °F) và phân hủy trước khi đun sôi ở 218 °C (424,4 °F).

## Sử dụng
Khí mù tạt lần đầu tiên được sử dụng hiệu quả trong Thế chiến thứ nhất của quân đội Đức chống lại binh lính Anh gần Ypres vào năm 1917 và sau này cũng chống lại quân đội Pháp. Cái tên Yperite xuất phát từ việc sử dụng bởi quân đội Đức gần thành phố của Ypres. 
1. Vương quốc Anh chống lại Hồng quân vào năm 1919
2. Tây Ban Nha và Pháp chống lại quân nổi dậy Rif tại Morocco 1921-1927
3. Ý sử dụng ở Libya vào năm 1930
4. Trung Quốc sử dụng trong Cuộc chiến với Liên Xô năm 1934 và trong chiến tranh Tân Cương (1937) 1936-1937
5. Ý chống lại Abyssinia (Ethiopia) 1935-1940
6. Đức đối với Ba Lan và Liên Xô trong một vài sự cố trong thời gian Chiến tranh thế giới thứ hai
7. Ba Lan chống lại Đức vào năm 1939 trong sự cố cô lập của Anh
8. Nhật Bản chống lại Trung Quốc trong 1937-1945
9. Ai Cập chống lại Bắc Yemen trong 1963-1967
10. Iraq chống lại Iran và người Kurd trong 1983-1988
11. Sudan chống lại quân nổi dậy trong cuộc nội chiến, vào năm 1995 và 1997